# فرد ستانلي
فرد ستانلي (بالإنجليزية: Fred Stanley)‏ هو سياسي أسترالي، ولد في 12 أكتوبر 1888 في أستراليا، وتوفي في 29 نوفمبر 1957 في أستراليا. حزبياً، نشط في حزب العمال الأسترالي. وقد انتخب عضو الجمعية التشريعية نيو ساوث ويلز.